# Brzostowo (Basse-Silésie)
Pour les articles homonymes, voir Brzostowo.
Brzostowo est une localité polonaise de la gmina de Krośnice, située dans le powiat de Milicz en voïvodie de Basse-Silésie.